# Frasers Group
Frasers Group, précédemment Sports Direct International, est la première entreprise anglaise de distribution d'articles de sport, notamment présente dans le tennis, la boxe. C'est une société cotée au London Stock Exchange et qui fait partie de l'indice FTSE 250. En avril 2008, son fondateur Mike Ashley détient 72 % de Sports Direct. En juillet 2010, il en possède 71 %.

## Histoire
Le groupe détient les marques Dunlop et Slazenger achetées en février 2004 pour £40m à Cinven lors du rachat du groupe Dunlop Slazenger créé en 1985 et réunissant les marques Dunlop tennis, Slazenger, Maxfli et Carlton Sports. Cette opération a été suivi de l'acquisition de Kangol pour £10m, de la marque londonienne de vêtements et d'équipements de boxe Lonsdale et de la marque de tennis Donnay.
En août 2018, après les grandes difficultés financières de House of Fraser, ce dernier, 58 magasins et leurs stocks, sont acquis par Sports Direct pour 90 millions de livres.
En juin 2019, Sports Direct annonce faire une offre sur Game Digital, dans lequel il détient déjà une participation de 30 %, valorisant ce dernier à 52 millions de livres.
En juin 2022, Frasers Group annonce l'acquisition de Missguided pour 20 millions de livres.

## Marques détenues[9]
Par ordre alphabétique :
- Antigua : appareils et accessoires de golf
- Campri : vêtements de ski
- Carlton : badminton
- Donnay : tennis
- Dunlop : tennis
- Everlast : équipements de boxe et fitness
- Golddigga
- Firetrap
- Kangol : couvre-chef
- Karrimor : sacs à dos et vêtements de course à pied
- LA Gear : à l'origine, Patin à roulettes à Venice beach et désormais aussi chaussures d'athlétisme
- Lillywhites : magasin d'une rue commerçante à Londres à Piccadilly Circus qui est le plus vieux et vaste magasin spécialisé dans le sport au Royaume-Uni
- Lonsdale : boxe
- Nevica : vêtements de ski
- No Fear : moto-cross et MMA
- Slazenger : tennis
- Sondico : football
- Title : équipements et appareils de boxe
- USA Pro
- Voodoo Dolls : surf

## SportsDirect.com
SportsDirect.com trouve ses origines dans le premier magasin qui fut créé en 1982 à Maidenhead sous le nom de Mike Ashley Sports, et qui depuis est devenu le plus grand fournisseur d'équipement sportif au détail du Royaume-Uni, mais aussi le numéro 1 en termes de ventes. Le groupe de vente au détail SportsDirect.com compte actuellement plus de 470 magasins incluant SportsDirect.com, Field and Trek, Hargreaves Sports, Gilesports et les magasins Donnay International. Outre les points de vente, www.sportsdirect.com est surtout un important site marchand d'articles de sport.
SportDirect est présent au Royaume-Uni, Irlande, Pays-Bas, Belgique, France, Estonie, Lettonie, Luxembourg, Lituanie, Hongrie, Slovénie, Slovaquie, République Tchèque, Autriche, Allemagne, Espagne, Pologne, Chypre, Portugal, Islande et emploie environ 11 000 personnes.